# Christian Palmer
Christian David Friedrich Palmer, seit 1853 von Palmer (* 27. Januar 1811 in Winnenden; † 29. Mai 1875 in Tübingen) war ein Professor der evangelischen Theologie an der Universität Tübingen.

## Leben und Wirken
Nach dem Besuch des niederen evangelischen Seminars Schöntal (1824–1828) trat er ins Evangelische Stift Tübingen ein und studierte an der Universität Tübingen bis zu seiner ersten Dienstprüfung im Jahre 1832 evangelische Theologie. Sein Vikariat absolvierte er in Bissingen und Plieningen bei Stuttgart. 1836 legte er die zweite theologische Dienstprüfung ab und arbeitete anschließend als Repetent am Evangelischen Stift Tübingen. 1839 wurde er zweiter Pfarrer in Marbach am Neckar, 1843 zweiter und 1848 erster Pfarrer in Tübingen, 1852 Dekan. Seit 1846 hatte er einen Lehrauftrag an der Universität Tübingen inne, und 1852 wurde er zum Professor für Praktische Theologie ernannt. 1857 amtierte er als Rektor der Universität.
Palmer war ein schwäbischer Vermittlungstheologe, der auf Basis seines evangelischen biblischen Glaubens Wissenschaft und Praxis vereinte und sich in Lehre und Forschung mit dem Christentum und der Allgemeinbildung befasste. Zeitgenossen bewunderten seine Gabe, das Erfasste klar, lichtvoll in fließender Sprache darzustellen. Er betätigte sich auch als Komponist.
Er heiratete am 25. April 1839 eine seiner Klavierschülerinnen, Wilhelmine Bossert.

## Ehrungen
- 1853 erhielt Christian Palmer das Ritterkreuz Erster Klasse des Ordens der Württembergischen Krone, das mit dem persönlichen Adelstitel (Nobilitierung) verbunden war.

## Schriften (Auswahl)

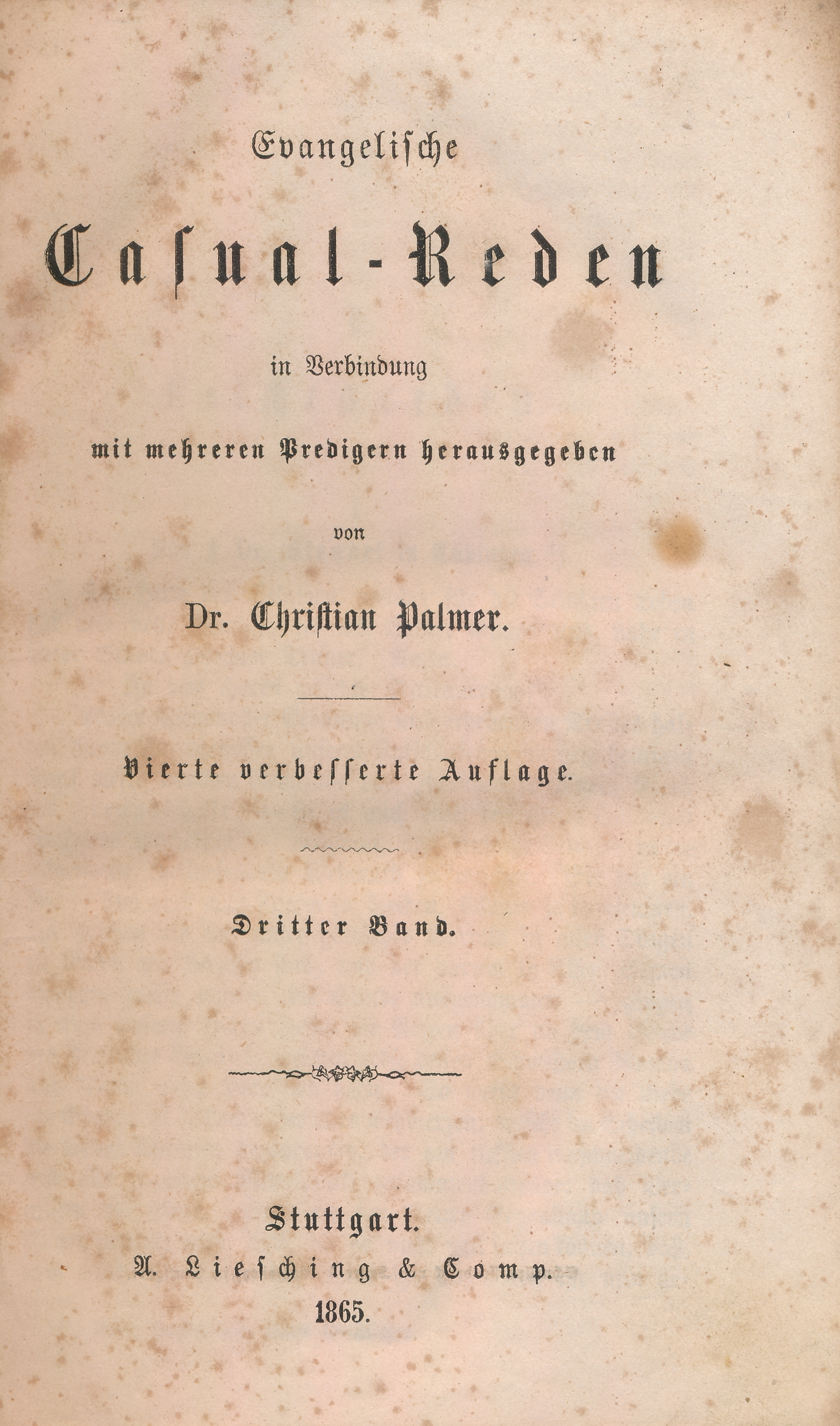
Evangelische Casual-Reden, Stuttgart 1865 (Titelseite)

- Revision des neuen Gesangbuchs-Entwurfes für die evangelische Kirche Würtembergs, Stuttgart 1840.
- Evangelische Casual-Reden, Stuttgart 1865
- Evangelische Homiletik, Steinkopf, Stuttgart 1842 (6. Auflage 1887).
- Evangelische Katechetik, Steinkopf, Stuttgart 1844 (6. Auflage 1875).
- Evangelische Pädagogik, zwei Bände, Steinkopf, Stuttgart 1853 (5. Auflage 1882).
- Ein Jahrgang evangelischer Predigten, Liesching, Stuttgart 1857.
- Evangelische Pastoraltheologie, Steinkopf, Stuttgart 1860 (2. Auflage 1863).
- Die Moral des Christentums, Liesching, Stuttgart 1864.
- Evangelische Hymnologie, Steinkopf, Stuttgart 1865.
- Geistliches und Weltliches für gebildete christliche Leser, Laupp, Tübingen 1873.
- Predigten aus neuerer Zeit, Laupp, Tübingen 1874.
- Die Gemeinschaften und Sekten Wuerttembergs. Laupp, Tübingen 1877.